# Hof van Cleve
Hof van Cleve es un restaurante belga ubicado en la localidad de Kruishoutem. En dos ocasiones ha formado parte de la lista de los 50 mejores restaurantes del mundo y en la actualidad cuenta con tres estrellas Michelin.

## Historia
El restaurante fue inaugurado en 1987 en una antigua granja situada en una de las colinas de Kruishoutem. El nombre proviene de la familia van Cleve, que vivió en la granja hasta 1968. En 1994, el restaurante obtuvo su primera estrella Michelin, y recibió la segunda cuatro años después.
Hof van Cleve terminó en la decimocuarta posición a nivel mundial en la lista de los 50 mejores restaurantes del mundo en 2007. En 2006, 2008 y 2009 alcanzó los puestos 23, 28 y 26 respectivamente. En 2010 ascendió a la posición número 17 para casi igualar el resultado de 2007 en el año 2011 con un decimoquinto puesto. En 2016 fue elegido el mejor restaurante del mundo según la web WBP Stars.